# Villeny
 Villeny  es una población y comuna francesa, en la región de Centro, departamento de Loir y Cher, en el distrito de Romorantin-Lanthenay y cantón de Neung-sur-Beuvron.

## Demografía
| 488 | 461 | 381 | 336 | 324 | 334 | 358 |
| Para los censos de 1962 a 1999 la población legal corresponde a la población sin duplicidades (Fuente: INSEE [Consultar]) |     |     |     |     |     |     |